# 寄宿舎
寄宿舎（きしゅくしゃ）は、企業や学校などが設置する、労働者または学生・生徒・児童などが共同生活をするための施設である。

## 目的

### 企業における寄宿舎
企業における寄宿舎は、労働者の居住のために設けられる。
例えば、スイスの初期の紡績企業であるハルト会社（1802年設立）は紡績工場に隣接して農場や教会、寄宿舎、学校を設置している。

### 学校などにおける寄宿舎
学校における寄宿舎は、学校との通学距離が長い、交通が不便という地理的な理由の他に、重度または重複障害を持っている場合などで、毎日の通学が困難な場合に生徒・児童のために学校に附属して設置されることがある。
また、欧米を中心にボーディングスクール（寄宿学校）と呼ばれる学校がある。
産業革命初期の企業では多数の児童を雇用していたため、先述のスイスの紡績企業であるハルト会社でも紡績工場に隣接して寄宿舎を設け、学校と教会を併設し、教師として専属の牧師を置いていた。

### 同化政策を進めるための寄宿舎
- インディアン寄宿学校
- カナダの先住民寄宿学校
- アボリジニの寄宿学校

## 日本の法制度上の寄宿舎

### 労働法規における寄宿舎
かつて紡績工場、製糸工場に女工寄宿舎が付属していた。これは女工の福利厚生のためではなく、女工には前借りがあるから逃亡しないようにしたということと、早朝から就業させたということからであった。過酷な待遇が、女工哀史などで問題となり、また風紀上芳しからざることもあり、政府は、1927年（昭和2年）4月6日、内務省令第26号工場附属寄宿舎規則を発布したが、これには罰則がなかったため、実効は乏しかった。一方、同年6月には、東洋モスリンの女工が労働争議を通じて、外出する自由を初めて会社側に認めさせる事例も見られている。
こうした歴史を受け、1947年（昭和22年）施行の労働基準法では、使用者が労働者に提供するその事業に附属する寄宿舎については、その第10章（第94条～第96条の3）及び事業附属寄宿舎規程（昭和22年労働省令第7号）・建設業附属寄宿舎規程（昭和42年労働省令第27号）によって規制している。
ILO115号勧告（1961年の労働者住宅勧告）では、やむを得ない事情のある場合を除き、使用者がその労働者に直接住宅を提供するのでなく、公の機関が提供することが望ましいとしている。

#### 寄宿舎生活の自治
寄宿舎生活は労働関係とは別個の私生活であり、これに使用者が干渉することは私生活の自由を侵すものであって、本条の運用にあたってはこの趣旨によらなければならない（昭和22年9月13日発基17号）。「寄宿舎」とは、常態として相当人数の労働者が宿泊し、共同生活の実態を備えるものをいう。「事業に附属する」とは、事業経営の必要上その一部として設けられているような事業との関連をもつことをいう。この二つの条件を充たすものが、事業附属寄宿舎として労働基準法第10章の適用を受ける（昭和23年3月30日基発508号）。社宅・住込・福利厚生施設として設けられているアパート式寄宿舎は、「事業附属寄宿舎」に含まれない。
- 「事業附属性」については、「宿泊している労働者について、労務管理上共同生活が要請されているか否か」「事業場内又はその付近にあるか否か」といった基準から総合的に判断される。事業との関連が強い場合には寄宿舎として認めようとする趣旨と考えられる（判例として、日之出屋商店事件、札幌高判昭和34年10月13日）。もっとも学説の多くは、事業との関連がわずかでもあれば「事業附属性」が肯定されるとする[7]。

1項の規定を受けて、事業附属寄宿舎規程第4条が具体的に定める。これらは、寄宿舎に寄宿する労働者の私生活の自由を侵す行為の例示であり、労働者の私生活の自由を侵す行為がこの3つにとどまるものでないことは勿論である（昭和30年2月25日基発104号）。建設業附属寄宿舎規程第5条にも同趣旨の規定がある。1項違反に対する罰則は設けられていないが、同項違反は公序良俗違反として無効になると考えられる。
2項の「役員の選任に干渉してはならない」とは、役員の選任に関する一切の事項に干渉してはならない趣旨である（昭和23年5月1日基収1317号）。したがって、自治組織体の役員の構成、員数、選出方法等に関して使用者が案を作成して寄宿労働者の自由な承認を求めることや、これにより決定した事項を寄宿舎規則に記載することは、違法となる。寄宿舎内における共同生活の秩序維持は、当該寄宿舎に居住する労働者の自治自律に任せるべきものである（旭化成事件、宮崎地延岡支判昭和38年4月10日）。
- 寄宿舎の管理人、寮母を置いても私生活の自治を侵さない限り本条に抵触しない（昭和22年9月13日発基17号）。なお寄宿舎に寄宿する労働者に関する事項について、使用者のために事務を処理する者（舎監、世話係等名称は問わない）は、たとえ寄宿舎に入舎していても本条でいう自治の主体としての「労働者」ではないから、寄宿舎の自治に必要な役員となることはできない（昭和23年6月3日基収1844号）。寄宿舎の自治のみに専任する寮長に対して賃金を支払うか否かは当事者の自由である（昭和23年6月16日基収1933号）。

#### 寄宿舎生活の秩序
使用者に寄宿舎規則の作成義務を課し、さらに過半数代表の同意を得ることおよび行政官庁（所轄労働基準監督署長。以下同じ）への届出を課したものである。
第1項の1～4の事項については、寄宿舎生活中労働関係の要請を充たすために規制されるべき部分であり、したがって寄宿労働者と使用者との共管事項として、これが規定の作成・変更について寄宿労働者の過半数の同意を必要としたものである（昭和23年3月30日基発508号）。食費、部屋代、寝具の損料を労働者に負担させる場合には、これらの労働条件に関する事項について就業規則に記載しなければならない。
「労働者の過半数を代表する者の同意を得なければならない」のは、その作成または変更をなす場合であって、寄宿舎規則作成の時に寄宿労働者の過半数の同意を得ていれば、その後に寄宿労働者が入れ替わって作成当時の労働者の過半数が変わっていても、改めて寄宿労働者の同意を得る必要はない（昭和28年2月27日基収806号）。つまり、同意は規則の成立要件であり存続要件ではないとされる。
寄宿舎生活の自治の建前からいえば、寄宿舎規則は本来労働者が作成するのが望ましいが、法制定時は労働者に自治の経験が乏しく、当該労働者では寄宿舎での共同生活を営む上での秩序を自立的に形成することが難しいと立法者が判断したことにより、使用者に規則作成義務を課したとされる。

#### 寄宿舎の設備及び安全衛生
寄宿労働者の安全衛生を保持するために、使用者に必要な措置を講ずることを義務付けるものである。具体的な内容は厚生労働省令（事業附属寄宿舎規程）で定める。主なものは以下の通り。
- 事業附属寄宿舎規程第7条
第一種寄宿舎（労働者を6ヶ月以上の期間寄宿させる寄宿舎）を設置する場合には、次の各号の一に該当する場所を避けなければならない。
  1. 爆発性の物（火薬類を含む。）、発火性の物、酸化性の物、引火性の物、可燃性のガス又は多量の易燃性の物を取り扱い、又は貯蔵する場所の附近
  2. 窯炉を使用する作業場の附近
  3. ガス、蒸気又は粉塵を発散して衛生上有害な作業場の附近
  4. 騒音又は振動の著しい場所
  5. 雪崩又は土砂崩壊のおそれのある場所
  6. 湿潤な場所又は出水時浸水のおそれのある場所
  7. 伝染病患者を収容する建物及び病原体によって汚染のおそれ著しいものを取り扱う場所の附近

4～6については、第二種寄宿舎（労働者を6ヶ月未満の期間寄宿させる寄宿舎）についても同様である（規程第38条）。
「附近」とは、社会通念上危険性又は有害性の及び得る地域をいう。7．の「建物」又は「場所」とは、普通病院の検査室の如きものは含まず、伝染病院の隔離病舎、塵芥処理等をいう（昭和23年3月30日基発508号、昭和33年2月13日基発90号）。
- 事業附属寄宿舎規程第8条
第一種寄宿舎においては、男性と女性とを同一のむねの建物に収容してはならない。ただし、完全な区画を設け、かつ、出入口を別にした場合には、この限りでない。
「完全な区画」とは壁、板しきり等をいう（昭和23年3月30日基発508号、昭和33年2月13日基発90号）。
- 事業附属寄宿舎規程第21条
第一種寄宿舎においては、就眠時間を異にする二組以上の労働者を同一の寝室に寄宿させてはならない。但し、交替の際、睡眠を妨げないよう適当な方法を講じた場合には、この限りでない。

#### 監督上の行政措置
第96条の2は安全衛生基準違反の寄宿舎に対し事前の規制を行おうとするのに対し、第96条の3は既に建設されている寄宿舎に安全衛生に関する違反がある場合に必要な措置を命ずる権限を行政官庁に与えたものである。「厚生労働省令で定める危険な事業又は衛生上有害な事業」は、次に掲げる事業とする（施行規則第50条の2）。
1. 使用する原動機の定格出力の合計が2.2キロワット以上である法別表第一第一号から第三号までに掲げる事業
2. 次に掲げる業務に使用する原動機の定格出力の合計が1.5キロワット以上である事業
  - プレス機械又はシヤーによる加工の業務
  - 金属の切削又は乾燥研磨の業務
  - 木材の切削加工の業務
  - 製綿、打綿、麻のりゆう解、起毛又は反毛の業務
3. 主として次に掲げる業務を行なう事業
  - 別表第四に掲げる業務
  - 労働安全衛生法施行令第6条第3号に規定する機械集材装置又は運材索道の取扱いの業務
4. その他厚生労働大臣の指定するもの

### 建築・消防・税務法規における寄宿舎
建築基準法（昭和25年法律第201号）、消防法施行令（昭和36年政令第37号）、固定資産評価基準（昭和38年自治省告示）、減価償却資産の耐用年数等に関する省令（昭和40年大蔵省令第15号）などで、建築物の種類として「共同住宅」「下宿」などと並列して「寄宿舎」という種類が示されている。
これらの法規の実務運用において、何をもって寄宿舎と定義するのか、共同住宅と寄宿舎の違いは何かといった点について明確に示されていないため、行政部署の担当者の主観によるところも大きい。
社会通念的な認識として実質的に多くの行政担当者が想定している定義は、「各戸に独立の玄関があり、それぞれの独立空間に厨房・便所などの生活設備がある形式」を共同住宅とする、「玄関・厨房・便所などは原則的に共用で、寝室だけが各入居者用に用意されている形式」を寄宿舎とするものである。
この定義に従って法解釈される限りにおいて、グループホームは寄宿舎ということになる。建築・消防法規上の書類で実際にそのように分類している市町村も多い。2012年現在、福島県土木部建築指導課が出している『戸建て住宅を活用する「グループホーム等」の建築基準法上の取扱い』で2階建て以下で延べ面積が200m2未満のグループホーム等については基本的に一般住宅として扱うとしているのが唯一の例外。
ただし、この定義はいかなる法規に明記されているものでもないことに注意すべきである。

## 寄宿舎で発生した主な事件・事故

### 日本
- 1900年1月23日 - 光明寺村女工焼死事件。31人死亡。
- 1947年7月 - 寄宿舎の食事を原因とする食中毒が続出。東京だけでも赤十字病院寄宿舎で77人、日本無線女工宿舎で40人など[11]。
- 1950年12月20日 - 岡山県立聾学校寄宿舎火災。生徒16人死亡。
- 1984年5月5日 - 北海道夕張市で夕張保険金殺人事件。保険金詐欺を目的にした寄宿舎放火により死者6人（うち子供2人）。
- 2001年5月5日 - 千葉県四街道市の建設業寄宿舎で火災。死者11人（うち子供3人）。焼失した建物は、建築確認申請の無届けなど多数の法令に違反していた[12]。
- 2018年1月30日 - 北海道札幌市で生活保護受給者の寄宿舎が火災。11人死亡、3人負傷。焼失した建物は確認申請を行わずに寄宿舎への用途変更していたもの[13]。

### タイ
- 2016年5月22日 - チェンライ県の女子校寄宿舎で火事。就寝中だった生徒のうち17人が死亡、5人が負傷[14]。

### ナイジェリア
- 2014年4月 - ナイジェリア生徒拉致事件発生。イスラム系武装組織であるボコ・ハラムが学校寄宿舎を襲撃して200人以上の女子生徒を拉致[15]。